# Ntokozo Hlonyana
Ntokozo Khonziwe Fortunate Hlonyana é uma política sul-africana que actua como membro da Assembleia Nacional da África do Sul desde 23 de janeiro de 2018. Ela é membro do partido Combatentes da Liberdade Económica (EFF).

## Biografia
Hlonyana tem um diploma nacional em gestão desportiva pela Universidade de Tecnologia de Durban e um certificado de governança pela Universidade de Pretória. Ela ingressou na EFF em 2013. Ela era membro de uma equipa de comando de filial e serviu como coordenadora de uma sub-região. Hlonyana também era uma organizadora da equipa de comando provincial do partido em Gauteng. Em 2018, ela foi convocadora da região Chris Hani da EFF. Antes disso, ela foi a coordenadora regional de Alfred Nzo. Em 2019, ela foi eleita para a equipa de comando central da EFF como um membro adicional.
Durante o seu primeiro mandato como MP, ela actuou nos comités de portefólio de ensino superior e treino e desenvolvimento económico. Ela foi eleita para um mandato completo nas eleições gerais de 2019. Actualmente é membro do Comité de Portefólio sobre Mulheres, Jovens e Pessoas com Deficiência.